# Fahágóformák
A fahágóformák (Dendrocolaptinae) a madarak osztályának verébalakúak (Passeriformes) rendjébe és a fazekasmadár-félék (Furnariidae) családjába tartozó alcsalád. Egyes rendszerezések szerint a fahágófélék (Dendrocolaptidae) néven önálló család.

## Rendszerezés
Az alcsaládba az alábbi 16 nem tartozik:
- Glyphorynchus – 1 faj
- Certhiasomus – 1 faj
- Sittasomus – 1 faj
- Deconychura – 1 faj
- Dendrocincla – 5 faj
- Nasica – 1 faj
- Dendrexetastes  – 1 faj
- Dendrocolaptes – 5 faj
- Hylexetastes – 4 faj
- Xiphocolaptes – 4 faj
- Xiphorhynchus – 14 faj
- Dendroplex – 2 faj
- Campylorhamphus – 4 faj
- Drymotoxeres – 1 faj
- Drymornis – 1 faj
- Lepidocolaptes – 12 faj